# Formosa Automobile Corporation

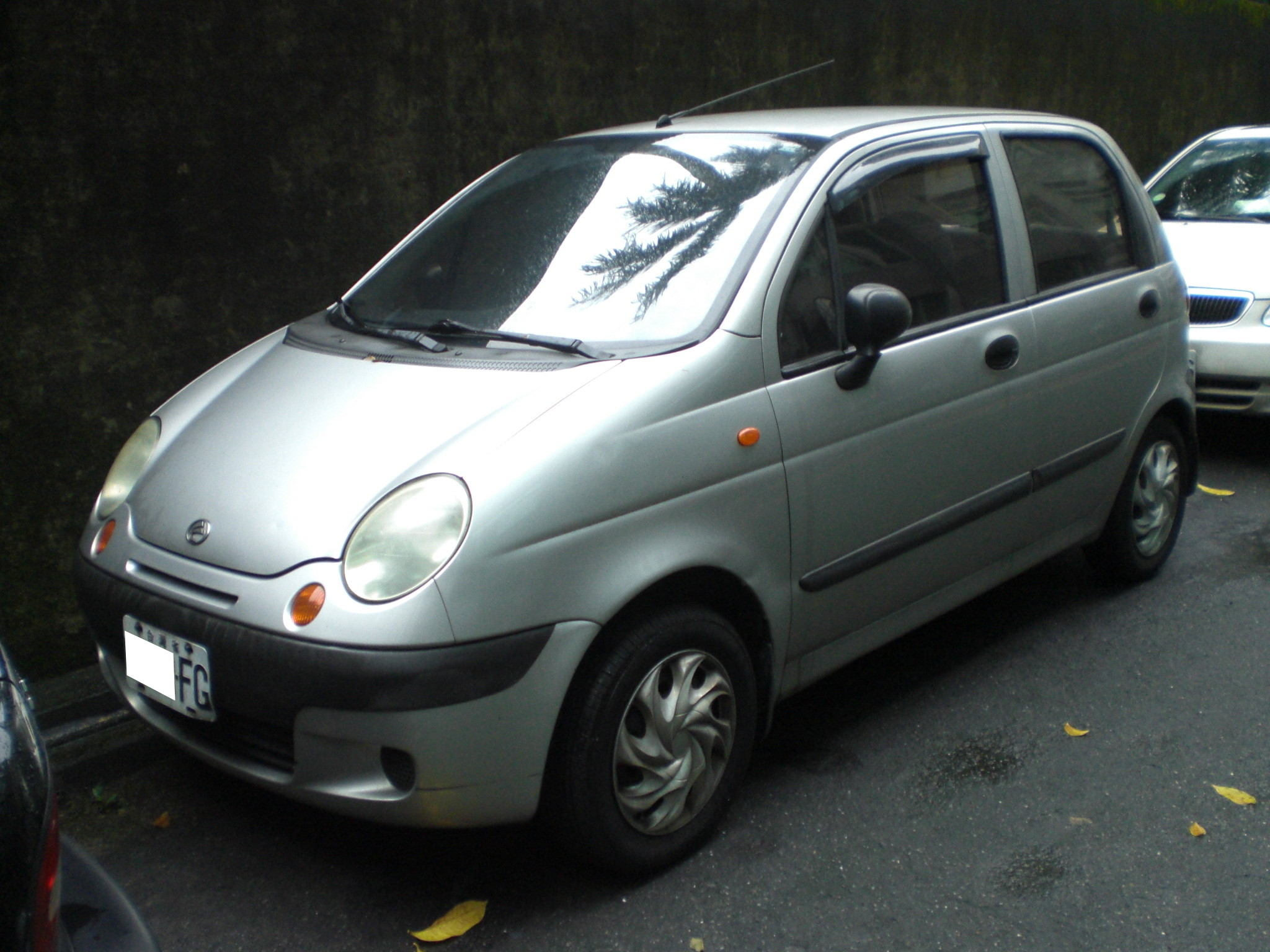
Formosa Matiz

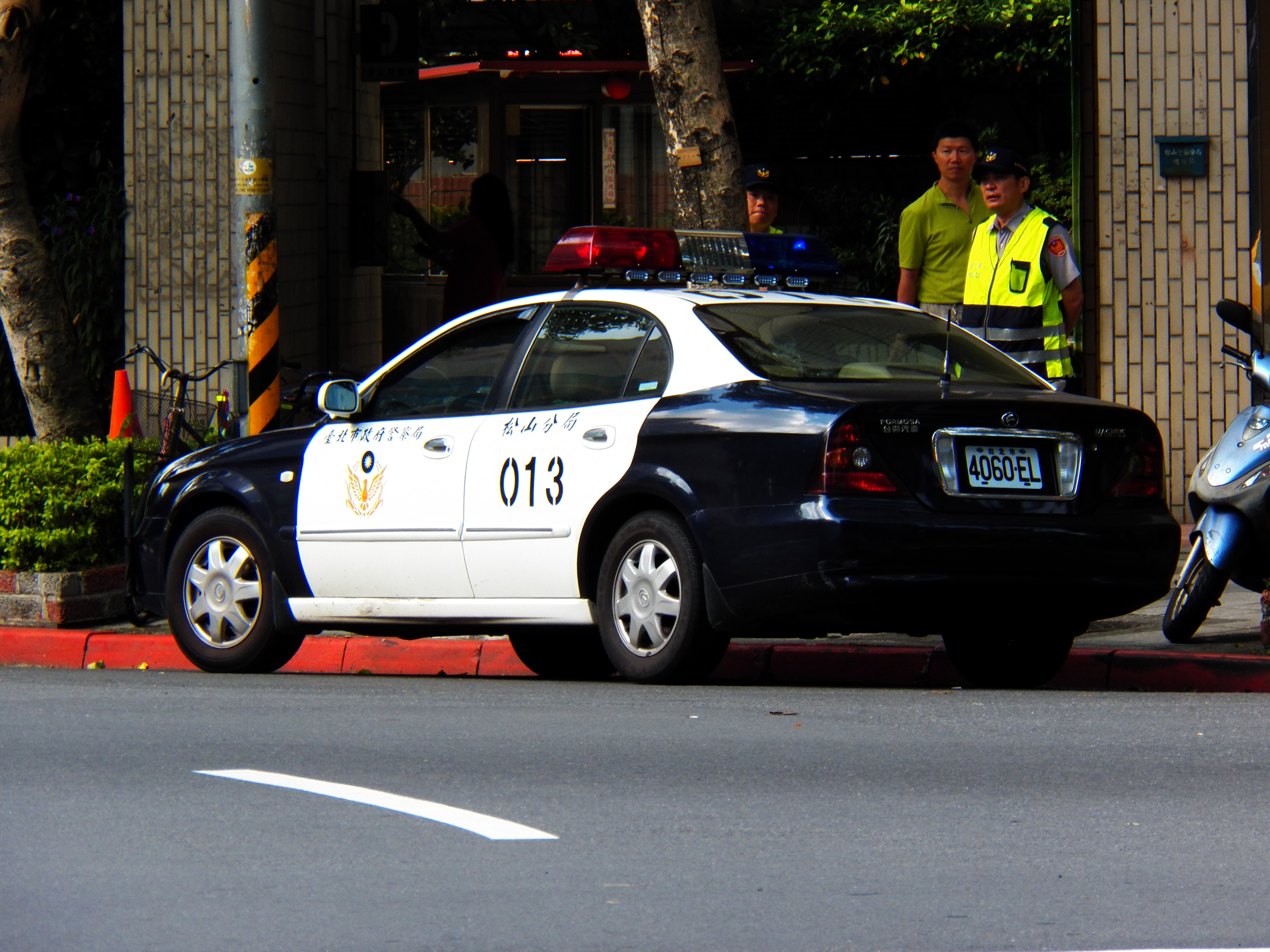
Formosa Magnus

Formosa Automobile Corporation ist ein Hersteller von Kraftfahrzeugen aus der Republik China (Taiwan).

## Unternehmensgeschichte
Das Unternehmen gehört zur Formosa Plastics Group und wurde 1996 in Taipeh gegründet. Die Produktion von Personenkraftwagen begann. Die jährliche Kapazität lag bei 20.000 Fahrzeugen. Es bestand eine Zusammenarbeit mit Daewoo. Der Markenname lautete zwischen 2002 und 2006 Formosa sowie ab 2006 Daewoo. Ab 2005 wurden Fahrzeuge von Škoda Auto verkauft. Inzwischen werden Nutzfahrzeuge von DAF montiert.

## Fahrzeuge
Unter eigenem Markennamen wurden die Modelle Matiz und Magnus angeboten. Sie entsprachen den gleichnamigen Modellen Daewoo Matiz und Daewoo Magnus.

## Produktionszahlen
| Jahr | Stückzahl |
| ---- | --------- |
| 2002 | 8586      |
| 2003 | 8130      |
| 2004 | 6845      |
| 2005 | 3208      |
| 2006 | 1292      |
| 2007 | 1077      |
| 2008 | 4184      |
| 2009 | 4223      |
| 2010 | 4046      |